# Педедзе (село)
Пе́дедзе (латыш. Pededze) — село в Алуксненском крае Латвии, административный центр Педедзенской волости.
Численность населения, по оценке на 2015 год, составляет 95 человек.

## География
Село находится на берегу канала бассейна реки Кудеб (Кудупе), в 5 км к юго-востоку от села Стубурова ( Stuborova) и в 1 км к северу от деревни Зайцевой (латыш. Zaiceva). В 7 км к западу у правого берега реки Педедзе располагался одноимённый населённый пункт Педедзе (ранее Педдец, рус. дореф. Педдецъ или Педец, рус. дореф. Педецъ) — ныне хутор Педедзе (Педеце, латыш. Pedece), который входит в Маркалненскую волость.

## История
До 1920 года территория села (вместе с соседними деревнями Стуборовой и Зайцевой) входила в Псковский уезд Псковской губернии России, с 1920 года —  в Валкский уезд в составе Латвии, с 1949 года — в Алуксненский район. Педедзе являлось центром Педедзского сельсовета, в селе располагался колхоз «Заря». С 1990 года волостной центр. С 2009 года в составе Алуксненского края.